# Flugunfall der Air France bei Héric
Der Flugunfall der Air France bei Héric ereignete sich am 24. Juli 1974. An diesem Tag stürzte ein Frachtflugzeug vom Typ Fokker F-27-500 Friendship der Air France, mit dem ein Postfrachtflug im Auftrag von La Poste von Rennes nach Clermont-Ferrand mit Zwischenstopps in Nantes und Poitiers durchgeführt wurde, am Ende des ersten Flugabschnitts zu Boden. Bei dem Zwischenfall kamen alle drei Personen an Bord ums Leben.

## Flugzeug
Das betroffene Flugzeug war eine 1969 gebaute Fokker F-27-500 Friendship. Das Flugzeug mit der Werknummer 10389 wurde im Werk von Fokker in Schiphol endmontiert und zunächst mit dem Test-Luftfahrzeugkennzeichen PH-FNM auf den Hersteller zugelassen. Die Maschine absolvierte am 21. Februar 1969 ihren Erstflug. Am 7. März 1969 wurde sie an die Air France ausgeliefert, bei der sie das Kennzeichen F-BPUI erhielt. Das zweimotorige Kurzstreckenflugzeug war mit zwei Turboproptriebwerken des Typs Rolls-Royce Dart 532-7 ausgestattet. Bis zum Zeitpunkt des Unfalls hatte die Maschine eine Gesamtbetriebsleistung von 14.208 Betriebsstunden absolviert, auf die 17.677 Starts und Landungen (= Flugzyklen) entfielen. 
Es befand sich lediglich eine dreiköpfige Besatzung an Bord, bestehend aus einem Flugkapitän, einem Ersten Offizier und einem Lademeister.

## Unfallhergang
Die Maschine befand sich im Anflug auf Nantes, als sie während des nächtlichen Anfluges gegen 21:45 Uhr Ortszeit in 12 Kilometern Entfernung zum Flughafen bei Héric Hochspannungsleitungen streifte, zu Boden stürzte und in Brand geriet. Die Maschine wurde dabei schwer beschädigt und alle drei Insassen starben.

## Ursache
Die Unfallermittler sahen als Ursachen für den Unfall eine schlechte Koordination zwischen den Besatzungsmitgliedern, ein Nichtbefolgen der Standardverfahren für Anflüge auf den Flughafen Nantes, schlechte Sicht und weit in die Höhe ragende Hindernisse an.

## Verbleib der Maschine
Trotz der schweren Schäden wurde die Maschine nach dem Unfall unter der Werknummer 10528 wiederaufgebaut und nahm am 8. April 1976 wieder den Flugbetrieb auf. Sie wurde weiterhin von der Air France auf Postflügen genutzt, ehe sie im November 1993 an die schweizerische Farnair Switzerland verleast wurde, welche sie dann im Februar 1995 mit dem Kennzeichen HB-ILQ wiederzuließ. Im Juni 1997 übernahm ASL Airlines Switzerland die Maschine, im März 2003 dann die indonesische GT Air, die das Flugzeug bis zu seiner endgültigen Außerbetriebsetzung mit dem Luftfahrzeugkennzeichen PK-LTQ betrieb.